# Antonín Josef Zíma
Antonín Josef Zíma (12. května 1763 Tábor – 4. července 1832 Praha) byl český spisovatel, buditel a knihtiskař.

## Život
Narodil se v Táboře, v rodině místního měšťana a krejčího Františka Zimy a jeho manželky Josefy.
Přestěhoval se jako chlapec s rodiči na Malou Stranu, rok navštěvoval piaristické gymnázium na Novém městě a když mu zemřel otec, učil se od roku 1782 tiskařem. Od roku 1783 tiskárnu řídil a koupil ji. Tiskárna byla nejprve v Týnské ulici na Starém Městě, později na Koňském trhu (dnes Václavské náměstí) na Novém Městě. Tiskl v ní náboženské a poučné spisy. Již za studií se seznámil s Václavem Thámem a pod jeho vlivem spolupracoval s Vlasteneckým divadlem.
V letech 1786—1788 patřil k tzv. slovníkářské společnosti, jejímiž členy byli též např. Václav Matěj Kramerius, bratři Václav a Karel Thámové či Josef Dobrovský. Na nátlak úřadů však tato společnost byla rozpuštěna.

## Dílo
Josef Antonín Zíma patřil mezi dramatiky první obrozenecké generace.

### Drama
- Oldřich a Božena – první česká dochovaná hra (1789), je napsána velice vlasteneckým způsobem. Jedná se o činohru o 5 jednáních, která zpracovává kroniku Václava Hájka z Libočan ve stylu rytířských her [4]
- Tharsya z Tyru

### Povídky
- Ukrutný Vražedlník Jan Pieriere, aneb Jak nešťastné může býti děvče skrz lásku
- Karel Divienzo z Londýna a slečna Amalie Florentýnská